# Михайло Єськович
Михайло (Мисько) Єськович — козацький отаман, служебник кн. Дмитра Івановича Вишневецького.
В березні 1556 р. він та отаман Млинський з 300-ма черкасько-канівських козаків долучились до загону московських ратників під начальством Матвія Ржевського «Дяка» й подалися вниз по Дніпру. Найперш вони спустошили околиці фортеці Іслам-Кермен (нині Каховка), захопивши коней та худобу, а відтак атакували Очаків, погромили турків й татар і піймали «язиків». 
Згодом Єськович організував морський похід Азовським морем на Керч, потім — у володіння ширинських беїв. В 1557 році за дорученням Д. Вишневецького їздив до польського короля Сигізмунда Августа і московського царя Івана Грозного.